# Djin Sganzerla
Djin Sganzerla (Rio de Janeiro, 25 de fevereiro de 1977) é uma atriz e apresentadora brasileira.

## Biografia
Filha do cineasta Rogério Sganzerla e da atriz Helena Ignez, em 2009 Djin era apresentadora no Canal Brasil.
Djin Sganzerla é uma atriz que possui uma vasta carreira voltada para o cinema e teatro. Começou su carreira no Rio de Janeiro integrando um grupo de teatro, sendo O Que É Bom em Segredo É Melhor em Público seu trabalho de estreia. Após algum tempo, mudou-se para a Inglaterra para estudar atuação.
Ao voltar para o Brasil, foi morar em São Paulo, quando começou a frequentar o Centro de Pesquisas Teatrais, de Antunes Filho. No início dos anos 2000 começou a participar de curtas metragens, iniciando sua carreira no cinema.
Em setembro de 2019, Djin contracenou com sua mãe no SESC Avenida Paulista na peça de teatro "Fábulas de Terror Titus/Macbeth", espetáculo baseado na obra do bardo inglês William Shakspeare, traduzido e adaptado por Sérgio Roveri e Marcos Daud, sob a direção de André Guerreiro Lopes. Ela representava a cruel Lady Macbeth, que convence seu marido a matar o rei da Escócia para tomar seu posto e instaura um reinado de sofrimento e caos; enquanto sua mãe representava o general Titus, que retorna vitorioso da guerra e se recusa a assumir o cargo de imperador, gerando assim uma guerra involuntária, sangrenta e cruel pela sucessão ao posto.
Em 2020, Djin fez sua estreia em direção com o longa-metragem Mulher Oceano, o qual também é roteirista e interpreta os papéis protagonistas. No filme ela interpreta duas mulheres distintas, Hannah e Ana, uma escritora brasileira que vive em Tóquio e uma mulher que vive no Rio de Janeiro, respectivamente. Ambas possuem uma relação com o oceano que irá influir em suas decisões de vida.

## Filmografia

### Cinema
| Ano  | Título                                              | Personagem                      | Notas                    |
| ---- | --------------------------------------------------- | ------------------------------- | ------------------------ |
| 2005 | Um Lobisomem na Amazônia                            | Carol                           |                          |
| 2005 | O Signo do Caos                                     | Lolita                          |                          |
| 2007 | Meu Mundo em Perigo                                 | Irmã Ísis                       |                          |
| 2007 | Conceição - Autor Bom É Autor Morto                 | —                               |                          |
| 2007 | Meu Nome É Dindi                                    | Dindi                           |                          |
| 2007 | Canção de Baal                                      | Joana                           |                          |
| 2007 | Falsa Loura                                         | Brida (Briducha)                |                          |
| 2008 | Amarar                                              | Noemi                           | Curta-metragem           |
| 2009 | As Sombras                                          | Ana                             | Curta-metragem           |
| 2010 | Um Par                                              | Ela                             | Curta-metragem           |
| 2010 | Luz nas Trevas – A Volta do Bandido da Luz Vermelha | Jane                            |                          |
| 2011 | O Gerente                                           | —                               |                          |
| 2011 | As Doze Estrelas                                    | Maria da Fé                     |                          |
| 2012 | Uma Mulher e uma Arma                               | Djin                            | Curta-metragem           |
| 2013 | Poder dos Afetos                                    | Nástia                          | Curta-metragem           |
| 2015 | Ornamento e Crime                                   | Kera                            |                          |
| 2016 | O Prefeito                                          | Ser fantasmagórico              | [ 7 ]                    |
| 2016 | Ralé                                                | —                               |                          |
| 2017 | Love Film Festival                                  | Ela mesma                       |                          |
| 2018 | A Moça do Calendário                                | Lara                            |                          |
| 2018 | Polaris                                             | Laura                           | Curta-metragem           |
| 2020 | Mulher Oceano                                       | Hannah Visser / Ana Bittencourt | também direção e roteiro |
| 2023 | Capitu e o Capítulo                                 | Sancha                          | [ 8 ]                    |

## Teatro
- Vestido de Noiva (2024)[9]
- Fábulas de Horror Titus/Macbeth - SESC Avenida Paulista (2019) .... Lady Macbeth;[4]
- Um Sonho - SESC Avenida Paulista (2007);[10]

- O que É Bom em Segredo É Melhor em Público - Teatro Dulcina (1996).[10]

## Prêmios e indicações
| Ano  | Festival                            | Categoria                      | Nomeações                                           | Resultado |
| ---- | ----------------------------------- | ------------------------------ | --------------------------------------------------- | --------- |
| 2007 | Festival de Cinema Brasília         | Melhor Atriz Coadjuvante       | Falsa Loura                                         | Venceu    |
| 2007 | Prêmio Guarani de Cinema Brasileiro | Melhor Atriz Coadjuvante       | Falsa Loura                                         | Indicado  |
| 2008 | Prêmio APCA de Cinema               | Melhor Atriz                   | Meu Nome É Dindi                                    | Venceu    |
| 2008 | Festival de Cinema e Vídeo de Natal | Melhor Atriz                   | Meu Nome É Dindi                                    | Venceu    |
| 2013 | Prêmio Guarani de Cinema Brasileiro | Melhor Atuação de Elenco       | Luz nas Trevas – A Volta do Bandido da Luz Vermelha | Indicado  |
| 2020 | Porto Femme Film Festival           | Melhor Filme                   | Mulher Oceano                                       | Venceu    |
| 2020 | Cine PE - Festival do Audiovisual   | Melhor Filme                   | Mulher Oceano                                       | Venceu    |
| 2020 | Cine PE - Festival do Audiovisual   | Melhor Atriz em Longa-metragem | Mulher Oceano                                       | Venceu    |
| 2021 | Festival de Cinema de Málaga        | Melhor Filme Ibero Americano   | Mulher Oceano                                       | Indicado  |
| 2021 | Festival SESC Melhores Filmes       | Melhor Filme Nacional          | Mulher Oceano                                       | Indicado  |
| 2021 | Festival SESC Melhores Filmes       | Melhor Direção                 | Mulher Oceano                                       | Indicado  |
| 2021 | Festival SESC Melhores Filmes       | Melhor Atriz Nacional          | Mulher Oceano                                       | Indicado  |
| 2021 | Festival SESC Melhores Filmes       | Melhor Roteiro                 | Mulher Oceano                                       | Indicado  |
| 2021 | Prêmio Guarani de Cinema Brasileiro | Melhor Atriz                   | Mulher Oceano                                       | Pendente  |